# جوردي دي ويس
جوردي دي ويس (بالهولندية: Jordy de Wijs)‏ (8 يناير 1995 بكورتريك في بلجيكا - ) هو لاعب كرة قدم هولندي في مركز الدفاع. شارك مع منتخب هولندا تحت 17 سنة لكرة القدم ومنتخب هولندا تحت 19 سنة لكرة القدم ومنتخب هولندا تحت 21 سنة لكرة القدم. أما مع النوادي، فقد لعب مع نادي آيندهوفن وJong PSV ‏.

## وصلات خارجية
- جوردي دي ويس على موقع قاعدة بيانات كرة القدم.إي يو (الإنجليزية)
- جوردي دي ويس على موقع Soccerbase.com (لاعب) (الإنجليزية)
- جوردي دي ويس على موقع Soccerway.com (الإنجليزية)
- جوردي دي ويس على موقع عالم كرة القدم.نت (الإنجليزية)
- جوردي دي ويس على موقع AS.com (الإسبانية)